# أكسل (اسم علم)
أكسل(بالإنجليزية: Axel) هو اسم علم مذكر في اللغة الاسكندنافية والألمانية والفرنسية والهولندية. في إستونيا والدنمارك والنرويج تهجئة أكسل Aksel أكثر شيوعًا. الاسم الفنلندي هو Akseli. أما الشكل الأنثوي الفرنسي هو Axelle.
لأن رئيس الأساقفة الدنماركي أبسالون (1128-1201) كان يُعرف أيضًا باسم «أكسل لوند»، فُسِّر الاسم على أنه تحريف للاسم العبري أبشالوم Absalom. اشتق اسم أكسل Axel عبر أكسيلين Axelen من أبسالون Absalon، ربما أيضا عن طريق الخلط مع الاسم الحالي أسكيل Askel, Askil. يعود الاسم الإسكندنافي القديم Ásketill ، من كلمتي «الاله» و «القدر الكبير».